# Vtip za stovku!
Vtip za stovku! je televizní pořad vysílaný v letech 2012–2017 na TV Barrandov.

## O pořadu
Moderátory pořadu byli Václav Vydra, Michal Novotný a Michal Kavalčík, kterého v poslední sérii vystřídal Petr Jablonský. V každém díle účinkovala jako host jedna známá osobnost. Díl obsahoval tři části vtipů od diváků (celkem 18 diváckých vtipů za pořad) a vstupy s lidmi z ulic, kteří za to, že do pořadu řekli nějaký vtip, dostali 100 Kč. Na konci pořadu vybral host nejlepší vtip dílu, který postoupil do velkého finále o 100 000 Kč. V každém díle měl za úkol Michal Kavalčík složit z pěti náhodných slov, kteří mu moderátoři a host dali, nějakou písničku, kterou před koncem pořadu zahrál a zazpíval. V poslední řadě měl v každém díle imitátor Petr Jablonský svůj vstup, při němž napodoboval známé české osobnosti.

## To nejlepší z Vtipu za stovku!
Od roku 2019 TV Barrandov vysílá epizody pořadu pod názvem To nejlepší z Vtipu za stovku!, v němž se objevují sestřihy některých epizod pořadu Vtip za stovku!